# Exorista porteri
Exorista porteri är en tvåvingeart som först beskrevs av Juan Brèthes 1910.  Exorista porteri ingår i släktet Exorista och familjen parasitflugor. Inga underarter finns listade i Catalogue of Life.